# Livistona tahanensis
Espèce
Statut de conservation UICN

 CD  : Dépendant de la conservation
(appellation d’avant 2001)
Livistona tahanensis est une espèce de plantes de la famille des Arecaceae.
C'est un petit palmier en éventail  endémique du massif du Gunung Tahan dans le parc national de Taman Negara en Malaisie péninsulaire où il est très commun.

## Publication originale
- Webbia 5: 17. 1921.